# Fevdalizem
Fevdalízem (iz besede fevd) predstavlja množico institucij, ki formirajo in urejajo različne obveznosti med enim svobodnim človekom, imenovanim "vazal" in drugim svobodnim človekom, imenovanim "gospod". Gospod mora skrbeti za zaščito in preživnino vazala. V zameno za to vazal nudi pokorščino in služenje, predvsem vojaško službo. Svojo obveznost za preživljanje vazala "gospod" praviloma zagotovi s posojo dobrine, običajno zemlje (imenovane feudum), ki tudi predstavlja središče družbene ureditve imenovane fevdalizem.

## Zgodovinski razvoj na Slovenskem
Slovensko ozemlje je spadalo v Frankovsko državo, v kateri se je razvil poseben, frankoviski, tip fevdalizma. Začetki tega fevdalizma so precej nejasni in pravni zgodovinarji opažajo njegove prve zametke v Tacitovem delu Germania, kjer v poglavjih 13-15 opisuje privržence (comitatus), skupino svobodnih vojakov, ki se je prostovoljno postavila v službo gospoda, da bi se borila skupaj z njim in za njega. Jasno izražene fevdalne in vazalne institucije so prvič nastale v obdobju frankovske države v času Merovingov (6. in 7. stoletje), ko je prihajalo do vsakodnevnih nasilnih spopadov in javna oblast skoraj ni bila sposobna zagotoviti varnosti svojim prebivalcem. V takratnih časih so mnogi potrebovali zaščito in so za to prosili enega izmed močnejših.  
Po razpadu zahodnorimskega cesarstva so posesti na ozemlju frankovske države, ki so nekdaj pripadala rimskemu plemstvu, prevzeli frankovski kralj s svojim plemstvom. S tem so pridobili veleposestva vključno z delovno silo (koloni, sužnji). Del posestev je obdržalo nekdanje rimsko plemstvo, ali pa so se na njih naselili svobodni kmetje, ki so živeli v velikih družinah v okviru vaških občin - mark. 
Tako so revnejši kmetje začeli iskati podporo močnejših oblastnikov, saj so bili izpostavljeni vojaškim in ekonomskim pritiskom. Še v času rimskega imperija je to privedlo do nastanka patrocinija - revni kmetje so v zameno za zaščito predali svojo zemljo mogočnejšemu posestniku - pokrovitelju in tako postali odvisni od njega. Tudi premožnejši so iskali zaščito pri še premožnejših in oblikovala se je specifična družbena hierarhija.
Enako se je zgodilo tudi v frankovski državi. Merovinški kralji so predajali kraljevsko zemljo v trajno last svojim pristašem kot nagrado. Taka posest se je imenovala alod. To se je dolgoročno izkazalo za negativno, saj je moč Merovingov z zmanjševanjem njihovih posesti padala, kar predstavlja enega od razlogov, da so kasneje krmilo države prevzeli Karolingi.
Zadnji Karoling, ki je v frankovski državi opravljal le funkcijo majordoma, Karel Martel (714-741) (njegov sin Pipin Mali (741-768) se je že oklical za kralja), je uvedel pomembno spremembo v družbeni ureditvi. Dele kraljeve in samostanske zemlje je razdelil v uživanje svojim pristašem, ki so se izkazali v vojaški službi. Zraven so spadali tudi kmetje, vezani na zemljo. Tako zemljo so imenovali fevd. Plemiči, ki so sprejeli fevd, so se obvezali, da bodo služili vojsko za svojega seniorja (podeljevalca fevda). Dobili so ime vazali.

## Tipi fevdalizma
- frankovski tip fevdalizma
- bizantinski tip fevdalizma
- turški tip fevdalizma
- sredozemski tip fevdalizma
- arabski tip fevdalizma
- stepski tip fevdalizma

## Fevdalni odnosi
Med vazali so obstajale razlike. Vrhovni senior (kralj oziroma cesar) je bil pravni lastnik vse zemlje, ki jo je razen manjšega dela razdelil svojim velikim vazalom, ti pa so s svojim delom storili enako in tako postali seniorji svojim vazalom.
Vazal je imel določene obveznosti do seniorja. Najvažnejša je bila sodelovanje pri vojaških pohodih, potrebna pa je bila tudi oskrba seniorja, svetovanje, ... Razmerje je trajalo do smrti enega od fevdalcev, v primeru nezvestobe pa se je lahko končalo tudi prej.

## Pravni okvir fevdalizma
Običajno se nastanek fevda tolmači kot kombinacija imovinske plati (beneficija) z osebno vezjo (vazalstvom) med gospodom in prejemnikom — vazalom. Pogodbeni stranki sta na eni strani fevdni gospod, na drugi strani vazal. Vazal prejme uživanje dohodka ali zemljišča in obljubi gospodu določeno službo in zvestobo (consilium atque auxilium). 
Osebna vez nastane s komendacijo (commendatio), pri čemer gre za obljubo pokorščine. Tukaj stopi vazal kot svobodni človek pod oblast (mundium, mundeburdis) fevdnega gospoda. Vazal potrdi svojo podrejenost gospodu s simbolično gesto, pri kateri položi svoje roke v roke svojega gospoda (immixtio manuum), ta pa jih s svojimi rokami objame. Pri obredu vazal pogosto izreče tudi prisego in da fevdalnemu gospodu poljub. Kasneje vzpostavitve fevdalnega odnosa niso več utemeljevali s komendacijo, temveč samo s prisego (homagium). Fevdalni odnos je pogodba zasebnega prava, iz katere izhajajo obveznosti in dolžnosti vseh deležnikov. Obveznost vazala fevdalnemu gospodu sta bila zvestoba in služenje (consilium atque auxilium), pri čemer je dolgovano služenje pogosto služenje v vojski (viteštvo). Služenje je lahko bilo omejeno z določenim številom dni v letu. V kolikor je fevdalni gospod potreboval usluge svojega vazala v večjem obsegu, mu je to moral plačati v denarju. Vazal je bil tudi svetovalec svojega fevdalnega gospoda (consilium). Na njegovo željo ga je moral obiskati in zanj ali pod njegovim vodstvom vršiti sodno službo. V zameno za to je moral fevdalni gospod skrbeti za vazalovo varnost in stanu primerno preživnino. Preživnino je lahko plačal v denarju ali v naturalijah. Lahko ga je naselil v svojem dvoru ali gradu, ali mu nudil obleko, hrano ali orožje. Že od samega začetka fevdalizma je bilo tudi običajno, da je fevdalni gospod, ki je sprejel vazala, temu namenil tudi beneficij (kasneje: feudum, fevd).
Imovinska plat fevdalnega razmerja (beneficij) je v zgodnjem srednjem veku predstavljala posest, ki so jo kralji in večji fevdalci darovali v dosmrten užitek, včasih pa je bila tudi dedna. Pri beneficiju običajno šlo za kos zemlje, zemljiško gospostvo (nem. Grundherrschaft), lahko pa tudi za dodelitev kakšne uradniške službe (npr. naziva opata). Vazalno vezani so lahko bili tudi predstavniki cerkve (npr. škofje), če so fevdalni gospodje prenesli beneficije. V tem primeru so morali izpolnjevati enake naloge kot drugi vazali (consilium atque auxilium). Prenos beneficija je bil običajno izvršen v obliki zajema ali zakupa, kjer si je fevdalni gospod kot podelitelj pridržal določene dele lastninske pravice. Omejeni podelitvi pravic zato pravimo tudi prekarij. V kolikor podelitelj teh pravic ni omejil, je govora o uživanju ali hasnovanju. Ravno hasnovanje je bilo v srednjem veku razumljeno kot "ugodnost", "užitek" ali beneficij iz lat. beneficium. Pravna oblika zakupa (franc. tenure) je imela v srednjem veku veliko večji pomen kot ga ima danes. Zakupnik je s tem postal nosilec pravice na tuji lastnini (ius in re aliena). Tudi prenos imovinske pravice, najpogosteje zakupa, je spremljalo simbolično dejanje, imenovano investitura, ki jo je spremljala zaprisega. Investitura je običajno pomenila predajo kakšnega simboličnega predmeta s strani fevdalnega gospoda, običajno cepterja, žezla (palice), polni roki zemlje ali kosa trave. 
Ob tem pravni zgodovinar Sergij Vilfan v delu Pravna zgodovina Slovencev (str. 227) opozarja na definicijo pojma "lastnine" v fevdalnem pravu:
"Na eni in isti stvari, zlasti nepremičnini, je bilo upravičenih lahko tudi po več oseb in šele seštevek vseh njihovih pravic je tvoril enotno lastnino. Tako fevdalno pravo ni moglo računati z dejstvom, da nekdo dejansko stvar ima, kakor da bi bil lastnik. Moralo je računati z vsako pojavno obliko lastnine posebej. To je bilo mnogo laže dosegljivo, če so pozornost usmerili na užitke, ki jih je kdo imel od neke stvari. Tako stopa v fevdalnem pravu na mesto rimskopravne posesti stvari — posest posameznih koristi od nje, in to se v nemščini označuje kot »Nutz und Gewere«, po naše bi rekli hasek in imetje. (Beseda gewere prihaja iz starovisokonemškega verjan, ki pomeni toliko kot obleči, z investiture podeliti.) Posebnost posesti v fevdalnem pravu je torej po povedanem le posledica fevdalne strukture lastnine."
Fevd, zemljiško gospostvo, so običajno sestavljali trije deli:
- dominikalna ali pridvorna zemlja, ki je bila obdelovana izključno za fevdalca;
- rustikalna ali zakupna zemlja, ki so jo obdelovali podložniki v zameno za dajatve in tlako;
- srenjska ali skupna zemlja, ki so jo lahko izkoriščali bodisi fevdalec bodisi podložniki (navadno gozd, pašniki, ...)

Na dominikalni zemlji je stal dvor s pripadajočimi zgradbami (npr. stanovanja za fevdalčeve hlapce in dekle). Rustikalna zemlja je bila razdeljena v hube (iz nem. die Hufe - kmetija), ki so obsegale eno kmetijo ter toliko zemlje, da jo je lahko obdelala ena družina.
Gospodarstvo zemljiškega gospostva je bilo skoraj popolnoma samooskrbno. 
Osnovni obveznosti podložnikov do fevdalca sta bili tlaka in dajatve.
Obveznosti podložnikov do fevdalca niso bile povsod enake. Tudi na istem gospostvu so se med različnimi družbenimi ravnemi podložnikov pojavljale razlike. Potomci rimskih sužnjev oziroma kolonov so imeli večje obveznosti kot potomci svobodnjakov, denimo neizmerjeno tlako. Število dni tlake za njih ni bilo vnaprej določeno, zato jih je fevdalec lahko bistveno bolj izkoriščal. Polsvobodnim kmetom ni bilo treba opravljati tlake, plačevali so zgolj dajatve. Rokodelci so prejeli kmetije v dedno last, v zameno pa so morali fevdalcu dajati določeno količino svojih izdelkov. Na posestvih v lasti posvetne gospode so morali podložniki v zameno za cerkveno službo tej plačevati še desetino, deseti del letnega pridelka. 
Poleg podložnikov, privezanih na zemljo, so obstajali še zakupniki, ki so imeli zemljo v fevdu zgolj v zakupu, in svobodnjaki. Ti so bili podrejeni le vladarju. V težavnih obdobjih, denimo v času vikinških vpadov, so si ti v ekonomski stiski in strahu pred nasiljem morali poiskati zaščito fevdalca. Tako so postali nesvobodni, fevdalec pa je prišel do delovne sile. 
Tem podobni odnosi so se razvili tudi v državah, ki so jih osvojili Franki ali kasneje Normani (srednja Evropa, Anglija, južna Italija, ...). Tudi na območju bizantinskega ter otomanskega cesarstva sta se razvila posebna tipa fevdalizma. 
Neodvisno od Evrope pa so se podobni odnosi pojavili v Aziji, Afriki in Južni Ameriki.

## Mesta kot ozemlje osebne svobode
Fevdalni sistem je po svoji naravi antipol pravni enakosti, na kateri temelji meščanska družba. Njegovo vojaško osnovo predstavlja viteštvo, njegov kmečko-zakupni sistem gospodajenja pa ekonomsko splat sistema. Fevdalizem, utemeljen na zakupnem režimu, je delil družbo v mnogoštevilne stanove. Na eni strani je bil priviligirani poklicni vojaški stan, na drugi pa kmečki stan, ki je s časom drsel v čedaljo večjo odvisnost. Razlog, zaradi katerega so nastala mesta, je bil po mnenju pravnih zgodovinarjev, predsvem gospodarski. Mesta so bila naselbine v katerih sta število in gostota prebivalstva večja kot v navadni poljedelski naselbini in v katerih se prebivalstvo vsaj delno ukvarja z nepoljedelskimi posli, predvsem obrtjo in trgovino, ti dve funkciji pa prevladujeta nad drugimi. Skupno vsem mestom je, da v njih obstaja osnovni nabor predpisov, ki določajo osebno svobodo posameznika, meščana. Te pravice so običajno bile svoboda izbire zakonskega partnerja, svoboda dedovanja in svoboda razpolaganja z lastnim delovnim naporom. V kolikor so nesvobodni podložniki s podeželja živeli vsaj leto dni in en dan v mestu, so tudi sami postali svobodni. Zato ne preseneča, da so želeli številni nesvobodni kmetje oditi v mesta in se tam ukvarjati s trgovino in obrtjo. Preko več generacij sta ti panogi omogočili tudi zbiranje kapitala, kar je mnogim srednjeveškim mestom omogočilo razcvet in bogastvo. 
V pravnem smislu je mesto v srednjeveškem času nastalo na osnovi nekakšne zaprisege, pogodbe oziroma veze, lat. coniuratio, kjer je šlo za udeležbo pri posebnih priviligiranih pravicah (privilegih), ki jih je mestni gospod podelil mestni naselbini, tako da se je to naselje v tem smislu razlikovalo od okolice. V provotno pravo o privilegijih so se že mešale prvine jasno izoblikovanega meščanskega prava, kar lahko opazimo v pravnih mestnih zapisih, ki so pogosto obsegali spiske natančno opredeljenih pravnih določb. Na osnovi določb v mestnem privilegiju, pravne prakse in pravnih določb pri trgovanju, se je ob koncu 13. stoletja razvilo avtonomno mestno pravo kot svojevrstna oblika prava, ločena od podeželskega prava. V teku 14. stoletja so se tem pravnim normam pridružile še prvine rimskega prava in tako zapisano pravo najdemo v mestnih pravnih knjigah. Pri tem so bile najpomembnejši vir sodbe mestnih sodinov ali "šefonov" (iz nem. "Schöffe"). 
Nekateri pravni zgodovinarji v fevdalni ureditvi srednjeveških mest vidijo zametke kasnejše recepcije rimskega prava. V mestih je bila namreč vladavina v rokah uradov, ki so jih zasedali uradniki s časovo umejenimi in vsebinsko jasno opredeljenimi in omejenimi mandati. Ob tem so mestne ustave v čedalje večji meri zahtevale študirane pravnike za opravljanje nalog, povezanih z racionalno upravno organizacijo. Ob tem sta bila rimsko in mestno pravo prikrojena na podobne gospodarske razmere. Povsem drugačno stanje zasledimo na deželi, v svetu kmetov in plemičev, kjer je bila oblast dedno rokah aristokracije, med seboj povezane s sorodstvenimi vezmi.    